# Leucoloma subcespitulans
Leucoloma subcespitulans är en bladmossart som beskrevs av Bescherelle 1880. Leucoloma subcespitulans ingår i släktet Leucoloma och familjen Dicranaceae. Inga underarter finns listade i Catalogue of Life.